# كين دونكان
كين دونكان (بالإنجليزية: Ken Duncan)‏ هو لاعب كرة قدم أمريكية أمريكي، ولد في 1946.

## وصلات خارجية
- كين دونكان على موقع مرجع كرة القدم المحترفة.كوم (الإنجليزية)